# Hidrologija
Hidrologija (grčki: ὕδωρ/hidōr + λόγος/lógos), znanost o vodi, njenim fizikalnim svojstvima i pojavljivanju u prirodi. Podrazumijeva zajedno i hidrološki ciklus i vodna bogatstva.
Djelatna područja hidrologije uključuju oceanologiju i hidrologiju kopna. Hidrologija kopna se opet dijeli na sljedeće grane: hidrometeorologiju, potamologiju ili hidrografiju, limnologiju, hidrogeologiju i glaciologiju, tj. kriologiju.

## Povijest
Hidrologija je predmet istraživanja tisućama godina. Nil je primjerice pregrađen oko 4000. pr. Kr. radi poboljšavanja poljoprivredne proizvodnje dotad neplodne zemlje. Mezopotamski gradovi bili su zaštićeni od poplava visokim zemljanim zidovima. Grci i Rimljani gradili su akvadukte, a Kinezi sustave za navodnjavanje i nadziranje poplava.
Marko Vitruvije u 1. stoljeću pr. Kr. napisao je filozofsku teoriju hidrološkog ciklusa u kojem oborine koje padnu u planinama prodiru kroz Zemljinu površinu te u nizinama oblikuju rijeke i izvore. Usvajanjem ponešto „znanstvenijeg” pristupa, Leonardo da Vinci i Bernard Palissy došli su, neovisno jedan o drugom, do preciznog prikaza hidrološkog ciklusa. Hidrološke varijable nisu se kvantitativno određivale sve do 17. stoljeća. 
U pionire moderne hidrološke znanosti ubrajaju se Pierre Perrault, Edme Mariotte i Edmond Halley. Mjerenjem oborina i viška vode te određivanjem otjecajnog područja, Perrault je pokazao da je kiša razmjerna toku rijeke Seine. Mariotte je povezao mjerenja brzine i riječnog presjeka da prikupi nanose također u Seini. Halley je pokazao da je isparavanje iz Sredozemnog mora razmjerno otjecanju rijeka koje utječu u more.
Napredak u 18. stoljeću postignut je zahvaljujući Bernoullijevom piezometru i jednadžbi, Pitotovoj cijevi i Chezyjevoj formuli. U 19. stoljeću razvija se podzemna hidrologija ponajprije Darcyjevim zakonom, Dupuit—Thiemovom formulom istjecanja i Hagen—Poiseuilleovom jednadžbom kapilarnog toka.
1922. godine osnovano je Međunarodno hidrološko udruženje (IASH, International Association of Scientific Hydrology).
U 20. stoljeću važnost racionalne analize nadmašila je empirizam, dok istodobno vladine agencije pokreću vlastite hidrološke istraživačke programe. Od posebne važnosti bijahu Shermanov hidrografski uređaj, Hortonova teorija infiltracije i Theisova jednadžba koja opisuje hidrauliku izvora. Hidrologiji se od 1950. pristupa na većoj teoretskoj bazi omogućenoj ponajprije napretkom u fizikalnom razumijevanju hidroloških procesa i pojavom računala.

## Hidrološki ciklus
Središnja tema hidrologije jest kretanje vode na Zemlji koje se odvija na različite načine i u različitim mjerama. Najjednostavnije objašnjenje jednog hidrološkog ciklusa izgledalo bi ovako: Sunčevo zračenje (insolacija) jedan je od glavnih uzročnika gibanja vode. Zbog tog zračenja vode isparavaju iz oceana, a zatim kondenziraju u oblake. Ti oblaci kreću se iznad kopna i proizvode kišu koja teče niz rijeke natrag u ocean zatvarajući ciklus.

## Hidrološka mjerenja
Hidrološkim mjerenjima bavi se hidrometrija, koja prvenstveno mjeri hidrološke pojave i prikazuje ih preko osnovnih i/ili izvedenih fizikalnih veličina izraženih u SI sustavu jedinica. Sekundarni zadatak jest obrada podataka dobivenih tim mjerenjima.
Na temelju hidrometrijskih mjerenja izrađuju se matematički modeli za programiranje vodnih količina. Poseban značaj imaju opažanja i mjerenja na već izgrađenim građevinskim objektima i vodoprivrednim sustavima jer se stječu iskustva za projektiranje novih objekata i sustava. 

### Uređaji i sustavi korišteni u hidrometriji
Kretanje vode na Zemlji može se mjeriti na brojne načine. Ta je informacija jednako važna i za određivanje vodnih bogatstava i za razumijevanje procesa upletenih u hidrološki ciklus. Hidrolozi koriste sljedeće uređaje kako bi obavili mjerenje određene hidrološke pojave:
- kišomjer: kiša i snijeg,
- tokomjer: riječni protok,
- radar: svojstva oblaka,
- piezometar: pritisak i dubina podzemne vode (vidi: akviferni test),
- tensiometar i vremensko-područni reflektometar: vlažnost tla,
- sateliti,
- disdrometar: karakteristike oborina,
- omčasti psihrometar: vlažnost,
- infiltrometar: infiltracija,
- živin barometar: tlak zraka,
- barograf: tlak zraka na principu aneroida.

## Hidrološko predviđanje
Promatranja hidroloških procesa koriste se u predviđanju budućih kretanja i količina vode.
Statistička hidrologija
Analiziranjem statističkih svojstava hidroloških zapisa, kao što su oborine ili riječni (pro)tok, hidrolozi mogu procijeniti buduće hidrološke pojave. To ipak pretpostavlja da svojstva procesa ostaju nepromijenjene.
Vidi: povratni period.
Hidrološko modeliranje
S razumijevanjem kako promjene u okolini utječu na kretanje vode, hidrolozi mogu također stvoriti modele za predviđanje kako će se te promjene odvijati u budućnosti.

## Hidrološki prijenos
Kretanje vode značajno je sredstvo kojim se drugi materijali poput tla ili zagađivača prenose s jednog mjesta na drugo.
Vidi: erozija, zagađenje.

## Primjene hidrologije
Hidrologija izravno ili neizravno omogućuje sljedeće postupke i predviđanja: 
- ublažavanje i predviđanje poplava, klizišta i rizika od suše,
- crtanje shemâ za navodnjavanje te upravljanje poljoprivrednom proizvodnjom,
- osiguravanje pitke vode,
- konstruiranje branâ radi opskrbe vodom ili stvaranja električne struje iz hidroenergije,
- konstruiranje mostova,
- predviđanje geomorfoloških promjena poput erozije i sedimentacije,
- određivanje učinaka prirodne i antropogene (ljudski uzrokovane) promjene okoline na vodna bogatstva,
- određivanje rizika zagađenja prometom,
- uspostavljanje smjernica politike zaštite okoliša.

### Hidrološki zadatci
S obzirom na gore navedene primjene, zadatci postaju razvidni: 
Primarni
1. Prikupljanje podataka, odnosno opažanja i mjerenja, te obrada hidroloških podloga;
2. Sustavna analiza hidroloških podloga korištenjem suvremene teorijske spoznaje te oblikovanje rezultata na način primjeren potrebama inženjerske prakse.

Sekundarni
1. Hidrologija pruža podloge za rješavanje hidrotehničkih problema;
2. Sa stajališta hidrotehnike, naglasak u primjeni hidrologije nalazi se na utvrđivanju vodnih količina.

## Vanjske poveznice
- Međunarodni rječnik hidrologije
- O postanku hidrosfere  Arhivirana inačica izvorne stranice od 26. rujna 2007. (Wayback Machine)